# Tổng hợp toàn phần (Hóa học)
Một quá trình Tổng hợp toàn phần trong hóa học là một quá trình tổng hợp hoàn chỉnh của một phân tử hữu cơ phức tạp từ những phân tử đơn giản hơn. Đơn giản hơn nghĩa là những chất này có thể được tìm thấy trên thị trường với số lượng lớn (thường là những sản phẩm của quá trình hóa dầu). Phân tử cần tổng hợp nên, hay phân tử đích, có thể là một sản phẩm tự nhiên, một loại dược phẩm hoặc một chất hữu cơ dùng trong nghiên cứu hóa học hoặc sinh học.

## Lịch sử của tổng hợp toàn phần
Quá trình tổng hợp hữu cơ toàn phần đầu tiên là quá trình tổng hợp urê của Friedrich Wöhler vào năm 1828. Quá trình tổng hợp này đã chứng tỏ được rằng một phân tử hữu cơ hoàn toàn có thể được tổng hợp từ những chất vô cơ ban đầu. Quá trình tổng hợp hữu cơ toàn phần đầu tiên được thương mại hóa và công nghiệp hóa sau đó là quá trình tổng hợp long não (camphor) của Gustaf Komppa. Khó khăn thường gặp phải khi tổng hợp các chất hữu cơ phức tạp là việc kiểm soát các carbon bất đối xứng.

## Ví dụ của tổng hợp toàn phần
Những ví dụ thường được trích dẫn của tổng hợp toàn phần là quá trình tổng hợp của cholesterol, cortisone, strychnine, axit lysergic, reserpine, chlorophyll, colchicine, vitamin B12 và prostaglandin F-2a của nhà hóa học đạt giải Nobel Robert Burns Woodward từ năm 1945 đến 1976.
Năm 1990, nhà hóa học người Mỹ Elias James Corey được trao giải Nobel Hóa học vì những đóng góp trong lĩnh vực tổng hợp toàn phần, đặc biệt là những đóng góp cho sự phát triển trong logic "tổng hợp ngược" (retrosynthesis).